# U-17-Fußball-Europameisterschaft der Frauen 2009
Die zweite U-17-Fußball-Europameisterschaft der Frauen wurde vom 22. bis 25. Juni 2009 in Nyon (Schweiz) ausgetragen. Spielort war das Centre sportif de Colovray. Spielberechtigt waren Spielerinnen, die am 1. Januar 1992 oder später geboren wurden. Titelverteidiger Deutschland setzte sich im Endspiel gegen Spanien mit 7:0 durch. Torschützenkönigin wurde die Deutsche Kyra Malinowski mit acht Toren.

## Qualifikation
Die Europameisterschaft wird in drei Stufen ausgerichtet. In zwei Qualifikationsrunden werden die vier Teilnehmer an der Endrunde ermittelt.
In der ersten Qualifikationsrunde spielten die 40 gemeldeten Mannschaften in zehn Gruppen zu je vier Mannschaften die Teilnehmer an der zweiten Qualifikationsrunde aus. Innerhalb jeder Gruppe spielte jede Mannschaft einmal gegen jede andere in Form eines Miniturniers. Eine der vier teilnehmenden Mannschaften der jeweiligen Gruppe fungierte als Gastgeber dieses Miniturniers. Ein Sieg wird mit drei Punkten, ein Unentschieden mit einem Punkt belohnt.
Die Gruppensieger und die sechs besten Gruppenzweiten qualifizieren sich für die zweite Qualifikationsrunde. Bei der Ermittlung der besten Gruppenzweiten werden nur die Spiele gegen die Gruppensieger und Gruppendritten berücksichtigt. Die 16 verbliebenen Mannschaften wurden erneut per Los auf vier Gruppen zu je vier Mannschaften aufgeteilt. Der Modus ist mit dem der ersten Qualifikationsrunde identisch. Die Gruppensieger der vier Miniturniere qualifizieren sich für die Endrunde.

## Modus
Die vier Mannschaften ermitteln im K.-o.-System den Europameister. Die Sieger der Halbfinale erreichen das Endspiel und spielen den Europameister aus. Die Verlierer spielen um den dritten Platz. Ein Spiel dauert regulär zweimal 40 Minuten. Steht es nach Ende der regulären Spielzeit unentschieden so wird die Partie um zweimal zehn Minuten verlängert. Sollte immer noch keine Entscheidung gefallen sein, fällt die Entscheidung im Elfmeterschießen.

## Finalrunde

### Halbfinale
|                            |   |            |           |
| 22. Juni 2009 um 14:30 Uhr |   |            |           |
| Norwegen                   | – | Spanien    | 0:2 (0:1) |
| 22. Juni 2009 um 18:30 Uhr |   |            |           |
| Deutschland                | – | Frankreich | 4:1 (2:1) |

Im ersten Halbfinale trafen die beiden Endrundenneulinge aufeinander. Bereits nach zehn Minuten brachte Amanda Sampedro die Spanierinnen in Front. Sieben Minuten nach dem Wiederanpfiff erzielte Esther González das 2:0, was gleichzeitig der Endstand war. In der Neuauflage des Vorjahresfinals trafen Deutschland und Frankreich aufeinander. Kyra Malinowski brachte die deutsche Mannschaft nach 30 Minuten in Führung. Bereits vier Minuten später konnten die Französinnen durch Anaïs Ribeyra ausgleichen. In der 36. Minute stellte Annika Doppler die deutsche Führung wieder her. In der zweiten Halbzeit gelang Malinowski zwei weitere Treffer, die den Titelverteidiger den Finaleinzug brachten.

### Spiel um Platz 3
|                            |   |            |           |
| 25. Juni 2009 um 11:00 Uhr |   |            |           |
| Norwegen                   | – | Frankreich | 1:3 (0:0) |

Nach einer torlosen ersten Halbzeit brachte Catherine Dekkerhus die Norwegerinnen in Führung. Ein Doppelschlag von Anaïs Ribeyra drehte das Spiel. In der Nachspielzeit sorgte die eingewechselte Tatiana Solanet für den Endstand.

### Finale
|                            |   |             |           |
| 25. Juni 2009 um 14:30 Uhr |   |             |           |
| Spanien                    | – | Deutschland | 0:7 (0:2) |

Bereits nach drei Minuten brachte Nicole Rolser die deutsche Mannschaft in Führung. Torjägerin Kyra Malinowski erhöhte in der 17. Minute zum 2:0-Halbzeitstand. Nach dem Wiederanpfiff gelang Malinowski ein Hattrick innerhalb von neun Minuten und sorgte für die Vorentscheidung. Johanna Elsig in der 67. Minute per Foulelfmeter und noch einmal Malinowski in der Schlussminute sorgten für den Endstand.

## Torschützinnen
| Rang | Spielerin          | Tore |
| ---- | ------------------ | ---- |
| 1    | Kyra Malinowski    | 8    |
| 2    | Anaïs Ribeyra      | 3    |
| 3    | Tatiana Solanet    | 1    |
|      | Amanda Sampedro    | 1    |
|      | Esther González    | 1    |
|      | Annika Doppler     | 1    |
|      | Johanna Elsig      | 1    |
|      | Lynn Mester        | 1    |
|      | Cathrine Dekkerhus | 1    |

Torschützenköniginnen des Gesamtwettbewerbs wurden gemeinsam die  Kyra Malinowski und die  Anaïs Ribeyra mit jeweils insgesamt 12 Toren aus Qualifikation und Endrunde.